# Шемпетер-в-Савиньській Долині
Шемпетер-в-Савиньській Долині (словен. Šempeter v Savinjski Dolini) — поселення в общині Жалець, Савинський регіон, Словенія. 
Висота над рівнем моря: 271 м.